# Olivia Hye
Son Hye-ju (Hangul: 손혜주; sinh ngày 13 tháng 11 năm 2001) thường được biết đến với nghệ danh Olivia Hye (Hangul: 올리비아 혜) là một ca sĩ người Hàn Quốc, thành viên của nhóm nhạc nữ Loona và đồng thời là thành viên của nhóm nhạc nữ Loossemble với nghệ danh HyeJu.

## Tiểu sử
Olivia Hye sinh ngày 13 tháng 11 năm 2001 tại Uijeongbu, tỉnh Gyeonggi, Hàn Quốc. Cô học tại trường trung học Sung shin Girl ở Seoul cùng với Choerry. Họ học cùng năm học với nhau. Ban đầu, các bạn cùng lớp của cô không biết cô cũng là thành viên của LOONA vì cô là thực tập sinh và không thể tiết lộ cho đến khi hình ảnh teaser của cô được phát hành, cô giả vờ không biết Choerry là ai và giữ bí mật danh tính của cô.

## Sự nghiệp
Tháng 3 năm 2018, Olivia Hye được công bố là thành viên cuối cùng của nhóm nhạc nữ Loona, và phát hành album đĩa đơn Olivia Hye bao gồm bài hát chủ đề "Egoist". Tháng 9 năm 2017, cô trở thành thành viên nhóm nhỏ thứ ba của Loona với tên gọi Loona yyxy. Olivia Hye chính thức ra mắt trong đội hình hoàn chỉnh của Loona vào tháng 8 năm 2018. 
Vào năm 2023, Olivia Hye tái ký hợp đồng với CTEDNM và hoạt động cùng Loossemble với nghệ danh HyeJu 

## Danh sách đĩa nhạc

### Album đĩa đơn
| Tên        | Thông tin chi tiết                                                                                     | Thứ hạng cao nhất | Doanh số     |
| Tên        | Thông tin chi tiết                                                                                     | HQ                | Doanh số     |
| ---------- | --- | ----------------- | ------------ |
| Olivia Hye | - Ngày phát hành: 30 tháng 3 năm 2018 - Hãng đĩa: Blockberry Creative - Định dạng: CD, nhạc số, stream | 11                | - HQ: 16.971 |

### Đĩa đơn
| Tên                                                                                         | Năm                     | Thứ hạng cao nhất       | Thứ hạng cao nhất       | Doanh số                | Album                   |                         |                         |
| Tên                                                                                         | Năm                     | HQ Gaon                 | Mỹ World                | Doanh số                | Album                   |                         |                         |
| Với tư cách ca sĩ chính                                                                     | Với tư cách ca sĩ chính | Với tư cách ca sĩ chính | Với tư cách ca sĩ chính | Với tư cách ca sĩ chính | Với tư cách ca sĩ chính | Với tư cách ca sĩ chính | Với tư cách ca sĩ chính |
| ------------------------------------------------------------------------------------------- | ----------------------- | ----------------------- | ----------------------- | ----------------------- | ----------------------- | ----------------------- | ----------------------- |
| "Egoist" (hợp tác với JinSoul)                                                              | 2018                    | —                       | 9                       | —                       | Olivia Hye              |                         |                         |
| "—" cho biết bài hát không lọt vào bảng xếp hạng hoặc không được phát hành tại khu vực này. |                         |                         |                         |                         |                         |                         |                         |